# Ahmed Bosnić
Ahmed Bosnić (Tešanj, BiH, 17. lipnja 1943.) bosanskohercegovački novinar, publicist, istraživač i amater arheolog. Rodio se u Tešnju 1943. godine, ali živi u Sarajevu i Splitu. Napisao je više popularnih knjiga iz rubnih područja znanosti.

## Životopis
Poznat je po svojim novinarsko-istraživačkim ekspedicijama u nepoznate krajeve svijeta, koje je organizirao proteklih desetljeća, te istraživanjima zagonetnih kamenih kugli na području BiH. Pobornik je pseudoznanstvene teorije o postojanju piramida u srednjoj Bosni, koju je 2004. godine objavio Semir Osmanagić.
Bosnić u knjizi Dan kada su učenjaci umirali govori o mnogim znanstvenicima koji su navodno tajanstveno umrli dok su istraživali mnoge tajne zemlje i svemira. Posebno ističe one koji su umrli iz potpuno nejasnih razloga nekoliko minuta prije nego što su trebali objaviti neko veliko znanstveno otkriće.
U knjizi Sve misterije svijeta raspravlja o mnogim tajnama planeta Zemlje. Kao primjer Bosnić uzima često tzv. UFO, leteće tanjure za koji mnogi svjedoci tvrde da su ih vidjeli.
U Tajanstvenom moru Bosnić raspravlja o tajnama mora. Kao najnejasniju točku na Zemlji navodi tkz. Bermudski trokut, na kojem su mnogi brodovi misteriozno bez traga nestali.
Tajne iščezlih civilizacija govore o starim civilizacijama kao što su Maje ili stari Egipćani, i o svim tajnama koje su oni krili.

## Karijera
1963. – 1975. – Reporter, urednik i zamjenik glavnog i odgovornog urednika tjednika ”Svijet”, Sarajevo;
1976. – 1980. – urednik tjednika ”Ven”, Sarajevo;
1980. – 1985. – urednik tjednika ”Svijet”, Sarajevo;
1980. – 1992. – glavni i odgovorni urednik magazina "Una ", Sarajevo;
1988. – pokretač i glavni urednik magazina ”Arka”, Sarajevo;
1992. -  1995. – vlasnik i glavni urednik magazina ”BiH Ekskluziv”, Split - Frankfurt;
1997. – autor i supervizor magazina za osnovce ”5 PLUS ”, Sarajevo;
1998. – autor i supervizor magazina za najmlađe ”Palčić”, Sarajevo;
2001. – 2002. glavni i odgovorni urednik dnevnika ”Večernje novine”;
2007. – Izvršni direktor Fondacije Arheološki park 'Bosanska piramida sunca', Sarajevo
2008. – Predsjednik UO Fondacije Arheološki park 'Bosanska piramida sunca', Sarajevo

## Djela
Autor je većeg broja knjiga, ovo su samo neke:
- Sve misterije svijeta (samostalno izdanje, 1971.)
- Atlantida: najveća misterija prošlosti (samostalno izdanje, Sarajevo, 1988.)
- Izvan tijela (samostalno izdanje, 1989.)
- Dan kada su učenjaci umirali (samostalno izdanje, 1989.)
- Tajne iščezlih civilizacija (samostalno izdanje, 1989.)
- Misionari iz svemira: istina o letećim tanjirima (samostalno izdanje, 1991.)
- Tajanstveno more (samostalno izdanje, 1991.)
- Knjiga proricanja (samostalni izdanje, 1991.)
- Zapisi i hamajlije ("Arka Press", Sarajevo, 1997.)
- Bosna i Hercegovina: Ono najbolje (fotomonografija, koautorsko djelo sa Stjepanom Kljuićem i Goranom Milićem; Izdavač SAK Trade, Sarajevo, 2004.)
- Knjiga tajni: velika ilustrirana enciklopedija tajnih znanja i zaboravljenih vjerovanja (samostalno izdanje, 2007.)
- Svjetlost duše - o praktičnim upotrebnim vrijednostima 99 Lijepih Božijih Imena (samostalno izdanje 2011.)

## TV serijali
2002. – Tajne iščezlih civilizacija (8 nastavaka – TV-99, Sarajevo);
2003. – Rapa Nui (8 nastavaka – TV Hajat, Sarajevo);
2013. –  Nepoznati - 2013. - TV Hajat, Sarajevo Nepoznati Tibet (nebeskom zeljeznicom od Pekinga do Lase; Lamaserije, sveta jezera i glečeri)
2014. – U potrazi za Atlantidom - TV Hajat, Sarajevo (Španjolska, Kanarsko otočje, marokansko priobalje...)
2015. – Nepoznata Turska - TV Hajat, Sarajevo (Galipolje, Troja, Efes, Nimrud, Urfa, Ararat, Gobekli Tepe...)
2016. – Nepoznata Indonezija - TV Hajat, Sarajevo (Papua - plemena Dani, Korovali..., Bali, Borobudur, Sulavesi - Tana Toraja, Sumatra...)
2018. - Nebeski greben - Nan Madol - TVBiH
Sudjelovanje u brojnim tv emisijama o drevnim kulturama, parapsihologiji, misterijima...

## Istraživačke ekspedicije
1965. – Put del Mare: obalom Mediterana od Port Saida do Istambula – Egipat, Palestina, Izrael, Libanon, Sirija, Turska
1971. –  Tragom Aleksandra Makedonskog: Makedonija, Grcka, Turska, Irak, Iran…
1974. – Filipini: istraživanje liječenja duhovnim putem;
1981. – Tragom Mojsija: Dolina piramida, Sinajsko gorje, Jeruzalem, Kumran…
1984. – Tragom Opijumskog rata: Hongkong, Gvandung, Šangaj, južna kineska obala, te kineske kraljevske grobnice, pustinja Gobi gdje su otkrivene najbrojnija gnijezda jaja dinosaurusa – polazište iz Pekinga
1987. – Na Putu svile: Indija, Kašmir, Ladak, Nepal, Tibet…
1988. – U carstvu opijuma: ekspedicija kroz “Zlatni trokut”, neistraženo područje na tromeđi Tajlanda, Burme i Laosa
1989. – Putevima kafe i tamjane: Jemen, Saudija, Jordan, Sirija, Libanon…
1990. – Tragom nestalih civilizacija Južne Amerike: Ande – Amazon (Ekvador, Peru, Bolivija, Brazil, Venecuela…)
1990. – Tragom Charlesa Darvina: Otočje Galapagos
1991. – Na otoku posljednji kanibala: Papua Nova Gvineja – Irjan Đaja
2002. – U potrazi za Eldoradom i Zemlje Mu: Peru, Bolivija, Chile, Uskršnji otok, Francuska Polinezija, Melanezija, Mikronezija, Indonezija…
2013. –  Nepoznati Tibet (nebeskom zeljeznicom od Pekinga do Lase; Lamaserije, sveta jezera i glečeri)
2014. – U potrazi za Atlantidom (Španjolska, Kanarsko otočje, marokansko priobalje...)
2015. – Nepoznata Turska (Galipolje, Troja, Efes, Nimrud, Urfa, Ararat, Gobekli Tepe...)
2016. – Nepoznata Indonezija (Papua - plemena Dani, Korovali..., Bali, Borobudur, Sulavesi - Tana Toraja, Sumatra...)
2018. - Nan Madol (Mikronezija, otok Ponpei)
2019. - UZBEKISTAN - Karavanskim Putem svile

## Novinarske nagrade
1962. – Prva nagrada za radio reportažu – Radio Sarajevo, Sarajevo
1962. – Zlatno reportersko pero – Plavi vjesnik, Zagreb
1964. – Novinarska nagrada za serijal ’Sudbina čovjeka’, ”SVIJET”, Sarajevo
1971. – Novinarska nagrada za serijal ’Put na Orijent’, ”SVIJET”, Sarajevo
1975. – Najčitaniji autor nedjeljnika ”SVIJET”, Sarajevo
1988. – Novinarska nagrada za životno djelo ”30. august” NIŠRO ”Oslobođenje”
2018. -  Novinarska Nagrada za životno djelo Društva novinara BiH

## Vanjske poveznice
- Stranica Ahmeda Bosnića